# Küçük Kovboy
Küçük Kovboy (wörtlich: „Der kleine Cowboy“) ist ein 1973 in türkischer Koproduktion entstandener Italowestern, den Guido Zurli inszenierte. Eine deutschsprachige Aufführung fand nicht statt.

## Inhalt
Yumurcak lebt in einem Dorf im Wilden Westen. Eines Tages wird er auf dem Weg zur Schule vom Gangster Demirbilek (international: Monty Donovan) und dessen Bande entführt. Seine Mutter Maureen, die das Lösegeld nicht bezahlen kann, wendet sich an den Revolverhelden Keskin, der seit einigen Jahren dem Waffengebrauch abgeschworen hat, da er den Tod eines Kindes verschuldete. Einer der Arbeiter auf Maureens Farm, der von Demirbilek bezahlt wird, dient diesem als Informant, sodass auch Keskin entführt wird. Jetzt ist Maureen bereit, sogar ihr Haus zu verkaufen, um das Lösegeld zahlen zu können. Als bei der Übergabe Maureen den Verräter unter ihren Arbeitern entdeckt, wird auch sie gefangengehalten. Zwischenzeitlich haben jedoch Keskin und Yumurcak ihre Fesseln lösen können; der Ex-Revolverheld tötet den Banditen. Einer glücklichen Zukunft als Familie steht nun nichts mehr im Wege.

## Kritik
Christian Keßler schrieb:

„(Ich kann attestieren), daß ein Verständnis des Dialogs eher hinderlich ist beim Genuß eines Filmes, der gewohnte Italo-Klischees in die Gefilde des reinen Surrealismus transzendiert […] Man lernt wirklich einiges über die Humorgewohnheiten der Türkei kennen und die darstellerischen Leistungen der türkischen Stuntleute erinnern manchmal etwas an Zulawski oder die Klimbim-Familie.“